# Euphorbia fosbergii
Euphorbia fosbergii är en törelväxtart som först beskrevs av Jacques Florence, och fick sitt nu gällande namn av Rafaël Herman Anna Govaerts. Euphorbia fosbergii ingår i släktet törlar, och familjen törelväxter. Inga underarter finns listade i Catalogue of Life.